# Seznam památných stromů v okrese Kladno
Toto je seznam památných stromů v okrese Kladno, v němž jsou uvedeny památné stromy na území okresu Kladno.
| Název                              | Obrázek | Umístění                                                   | Druh | Obvod [v cm] | Kód wikidata     | Galerie                                                          | Poznámka |
| ---------------------------------- | ------- | ---------------------------------------------------------- | --- | --- | ---------------- | ---------------------------------------------------------------- | --- |
| Lípa v Bělči                       |         | Běleč 50°3′26″ s. š., 13°59′23″ v. d.                      | lípa velkolistá | 570 | 104108 Q26789106 | Kategorie „Lípa v Bělči“ na Wikimedia Commons                    | U sochy sv. Jana Nepomuckého, v dolní části obce. Okolo vede cyklistická trasa 0049. Mohutný, vitální strom, od 2,5 metrů pětikmen. |
| Lípy u hřbitova v Bělči            |         | Běleč 50°3′13″ s. š., 13°58′56″ v. d.                      | lípa malolistá (2)                                                                                                  | 398,332 | 104099 Q26779939 | Kategorie „Lípy u hřbitova v Bělči“ na Wikimedia Commons         | Dvě památné lípy rostou asi 300 metrů západně od bělečského hřbitova. Větší z dvojce má ve 3 metrech na kmeni zarůstající dutiny nad kterými se rozděluje na čtyřkmen. V koruně má několik silných suchých větví, jinak je vitální. Spolu se sousedním stromem tvoří kompaktní habitus. Menší z dvojce stromů, ve 3 metrech se rozdvojuje a menší větev je dutá a vykloněná. |
| Dub u Blevického rybníka           |         | Blevice 50°12′52″ s. š., 14°14′30″ v. d.                   | dub letní | 371 | 104138 Q26789118 | Kategorie „Dub u Blevického rybníka“ na Wikimedia Commons        | V roce 1995 proveden lehký prořez. V roce 1996 proschlá koruna, vyžaduje prořez, vyčištění paty stromu u Blevického rybníka. V roce 2020 zdravotní stav uspokojivý, suché větve z cca 10%, několik zlomů a řezaných větví z báze koruny, při patě dutina s mladou plodnicí houby. |
| Dubová alej u Blevic               |         | Blevice 50°12′44″ s. š., 14°14′33″ v. d.                   | dub letní (34) | 0 | 104085 Q26791080 | Kategorie „Dubová alej u Blevic“ na Wikimedia Commons            | Alej 34 stromů na okraji lesa, při cestě od rybníka ke vsi. |
| Dub u Valdeka                      |         | Braškov 50°5′51″ s. š., 14°4′57″ v. d.                     | dub letní | 485 | 104143 Q26789121 | Kategorie „Dub u Valdeka“ na Wikimedia Commons                   | Dub roste v lese u silnice Valdek–Družec, 1 km od Valdeka v lesním oddělení 58 c2, v polesí Velká Dobrá. Strom s vysokým kmenem, zhruba od jeho poloviny k patě kmene úzká (k patě mírně se rozšiřující) rána, patrně od blesku, odlomená jedna z kosterních větví, odlomený i vrchol druhé, zbylá část koruny vitální bez suchých částí. |
| Bratronická lípa                   |         | Bratronice 50°4′3″ s. š., 14°0′45″ v. d.                   | lípa malolistá | 370 | 104136 Q13986342 | Kategorie „Bratronická lípa“ na Wikimedia Commons                | U Kostela Všech svatých v Bratronicích. Okolo vedou zeleně značená turistická stezka a cyklistické trasy KO5 a KO7. V roce 1988 silně proschlá. V roce 2010 měla rozsáhlou kmenovou dutinu a sekundární korunu po nešetrném ořezu počátkem devadesátých let. Zdravotní stav a statická stabilita se chronicky zhoršují. Strom je určitým bezpečnostním rizikem před školou na frekventovaném místě. |
| Lípa u Břešťan †                   |         | Břešťany u Zlonic 50°17′2″ s. š., 14°6′27″ v. d.           | lípa malolistá | 455 | 104135           |                                                                  | U silnice Zlonice-Břešťany. Ještě v roce 1996 byla zdravá a upravená. V roce 1999 redukce koruny a sesazení koruny po jejím rozlomení. Vyvrácena vichřicí v únoru 2009. Ochrana zrušena 12. května 2009. |
| Kleny u Černuce                    |         | Černuc 50°19′49″ s. š., 14°12′39″ v. d.                    | javor klen (3) | 310, 220, 200 | 104107 Q26779966 |                                                                  | Tři památné stromy rostou v poli u železniční stanice Loucká u silnice. V roce 1995 lehce prořezány. V roce 1996 měly proschlé koruny. |
| Dub v Dolanech 1                   |         | Dolany u Kladna 50°6′52″ s. š., 14°8′56″ v. d.             | dub letní | 320 | 104158 Q26789127 |                                                                  | Roste na západním okraji obce u polí v zahradě. V roce 1996 strom upravený, dobrý zdravotní stav, proveden prořez. V roce 1999 zdravotní řez, oprava pahýlu, odstranění suchých větví. |
| Dub v Dolanech 2                   |         | Dolany u Kladna 50°6′55″ s. š., 14°8′51″ v. d.             | dub letní | 260 | 104084 Q26789093 |                                                                  | Roste v zahradě u čp. 2. V roce 1995 zdravý. v roce 1996 proschlá koruna, odstraněny suché větve. V roce 2000 redukována koruna. |
| Duby u Martinic                    |         | Drnek 50°12′38″ s. š., 13°56′15″ v. d.                     | dub letní (5) | 270, 450, 395, 420, 320 | 104156 Q26779962 | Kategorie „Duby u Martinic“ na Wikimedia Commons                 | Pět chráněných stromů roste u polní cesty do Martinic. V roce 1996 zdravotní stav stromů dobrý, prořezány. Dva stromy napadeny dřevokaznou houbou. |
| Dřínovská lípa                     |         | Dřínov u Zlonic 50°16′35″ s. š., 14°3′56″ v. d.            | lípa malolistá | 350 | 104157 Q26789126 |                                                                  | Lípa roste v bývalé farní zahradě u čp. 48, proti hřbitovu. V roce 1995 lehce prořezána. V roce 1996 zdravotní stav dobrý. V roce 2009 lehce proschlá. |
| Dub Antonín                        |         | Hospozín 50°18′11″ s. š., 14°10′25″ v. d.                  | dub letní | 311 | 106405           |                                                                  | Strom roste v rohu par. č. 88/100, mimo oplocení zahrady; v sousedství stromu vede železniční trať Zlonice - Roudnice nad Labem a komunikace III. třídy do Bratkovic. Vysazen pravděpodobně v roce 1925 |
| Jasan v Hostouni                   |         | Hostouň u Prahy 50°6′54″ s. š., 14°12′14″ v. d.            | jasan ztepilý | 528 | 104094 Q12024240 | Kategorie „Jasan v Hostouni“ na Wikimedia Commons                | V parku u objektu bývalého kina. V roce 1996 hlášen jako zdravý, okolí upravené. V roce 1999 odstraněny suché větve. V roce 2017 mohutný strom s velmi nízko nasazenou korunou (cca 90 cm), čtyři hlavní kosterní větve, několik menších na bázi rozložených do šíře, prosychá, poraněná menší větev, několik řezů, při bázi kmene propadlina způsobená hnilobou, nalezeny staré plodnice lesklokorky. |
| Jasan v Hostouni 2                 |         | Hostouň u Prahy 50°6′54″ s. š., 14°12′16″ v. d.            | jasan ztepilý | 391 | 104093 Q12024240 | Kategorie „Jasan v Hostouni 2“ na Wikimedia Commons              | Na severním okraji obce naproti parčíku u bývalého kina. V roce 1996 zdravý. V roce 1999 odstraněny suché větve. V roce 2017 na bázi široce rozložená koruna, prosychající, zakracované větve, zničené značení. |
| Chržínská lípa                     |         | Chržín 50°17′47″ s. š., 14°16′18″ v. d.                    | lípa malolistá | 343 | 104134 Q26789117 | Kategorie „Chržínská lípa“ na Wikimedia Commons                  | Roste na hřbitově u zdi kostela svatého Klimenta na dohled od zeleně značené turistické stezky. |
| Lípy u Jarpic                      |         | Jarpice 50°18′39″ s. š., 14°5′30″ v. d.                    | lípa malolistá (2)                                                                                                  | 260,250 | 104133 Q26779959 |                                                                  | Dvě památné lípy rostou u božích muk u cesty od kaple sv. Isidora do Jarpic. Stromy byly necitlivě zmlazeny, větší má suchou větev. |
| Dub u Mrákavy                      |         | Kamenné Žehrovice 50°7′49″ s. š., 14°2′21″ v. d.           | dub letní | 319 | 104106 Q26789105 |                                                                  | Rostl 100 m severně od hájovny Mrákava. V roce 2007 hlašen jako prosychající. Později zcela odumřel. Ponechán do rozpadu na místě. V roce 2017 na místě již jen rozřezané části kmene. |
| Jasan u Turyňského rybníka         |         | Kamenné Žehrovice 50°7′47″ s. š., 14°1′37″ v. d.           | jasan ztepilý | 411 | 104132 Q15406745 | Kategorie „Jasan u Turyňského rybníka“ na Wikimedia Commons      | Roste na břehu Turyňského rybníka u půjčovny loděk. V roce 1998 proveden zdravotní řez suchých větví. |
| Dub v Klobukách                    |         | Klobuky 50°17′33″ s. š., 13°59′24″ v. d.                   | dub letní | 380 | 104092 Q26789099 | Kategorie „Dub v Klobukách“ na Wikimedia Commons                 | V nivě Žerotínského potoka za objektem hasičské zbrojnice. Na podzim 1996 odstraněny suché větve a zálomy, upraveno ochranné pásmo (úklid, odstranění keřového podrostu). |
| Lípa Svatopluka Čecha †            |         | Klobuky 50°17′41″ s. š., 13°59′18″ v. d.                   | lípa malolistá | 390 | 104155 Q26779958 | Kategorie „Lípa Svatopluka Čecha (Klobuky)“ na Wikimedia Commons | Na návsi na dvoře státního statku – bývalý pivovar. Původně zde rostla dvojice lip. Jedna však spadla v roce 2001 – zrušovací rozhodnutí nedoručeno. Údajně pod ní sedával Svatopluk Čech a psal své povídky |
| Duby u Kobylníků                   |         | Kobylníky 50°17′26″ s. š., 14°0′29″ v. d.                  | dub letní | 500,310 | 104154 Q26779957 | Kategorie „Skupina dvou dubů (Kobylníky)“ na Wikimedia Commons   | Rostou v remízku u sochy sv. Jana Nepomuckého, ze které zbyl na místě pouze podstavec s reliéfy. Starší dub je silně proschlý, mladší má několik suchých větví. |
| Duby v Kokovicích                  |         | Kokovice 50°17′47″ s. š., 13°58′20″ v. d.                  | dub letní | 360,350 | 104153 Q26779954 |                                                                  | Před čp. 19 u mlýna Netrefa u silnice z Klobuk. Kolem vede naučná stezka Z Kokovic do Klobuk. V roce 1996 silně proschlé. Koruny upraveny prořezem, zdravotní stav jinak dobrý. V roce 2005 odstraněny suché větve a zálomy. |
| Lípy na Budči                      |         | Kováry 50°11′29″ s. š., 14°14′42″ v. d.                    | lípa malolistá | 328,302 | 104141 Q26789120 | Kategorie „Lípy na Budči“ na Wikimedia Commons                   | U Kostela svatého Petra a Pavla u hradiště Budeč. Okolo vedou červeně značená turistická stezka a cyklistická trasa 0077. Lípa vpravo od vchodu v roce 1995 lehce prořezána, opraveny kryty dutin. V roce 1996 úprava a vyvázání. V roce 2016 měla lípa nízký boulovitý kmen, sekundární rozložitou korunu, kosterní větve vzájemně svázány vazbou do kruhu, ve vrcholu jedna suchá větev, vitalita a zdravotní stav dobrý, hnízdní otvor. Strom vlevo u vchodu uschl a padl neznámo kdy. |
| Koulova lípa                       |         | Královice u Zlonic 50°15′52″ s. š., 14°3′17″ v. d.         | lípa malolistá | 230 | 105867 Q26790477 |                                                                  | V obci na zahradě u čp. 30 u zdi stodoly |
| Hrušeň – Zelenka                   |         | Kvíc 50°12′44″ s. š., 14°3′45″ v. d.                       | hrušeň obecná | 333 | 104121 Q26789112 | Kategorie „Hrušeň zelenka in Kvíc“ na Wikimedia Commons          | V zahradě u čp. 1. Okolo vede zeleně značená turistická stezka. Zdravý strom s obnaženými kořeny, boulovitým dutým kmenem, některé větve jsou polámané. Mívá plody velké asi 5 cm, zelené. Odtud pochází i její jméno – Zelenka. |
| Buk v Kvílicích                    |         | Kvílice 50°15′31″ s. š., 14°0′15″ v. d.                    | buk lesní | 275 | 105486 Q26790065 | Kategorie „Buk v Kvílicích“ na Wikimedia Commons                 | Ve středu obce na dvoře obecního úřadu. Okolo vede naučná stezka Okolím Třebíze. |
| Javory v Kyšicích                  |         | Kyšice 50°5′22″ s. š., 14°6′19″ v. d.                      | javor stříbrný (3)                                                                                                  | 373, 312, 231 | 104129 Q15360506 | Kategorie „Javory v Kyšicích“ na Wikimedia Commons               | Tři památné stromy při jižním okraji vesnice, na severozápadním břehu rybníka Parkán. Kmen nejmohutnějšího stromu je nakloněný nad vodu, koruna široce vyvinutá. Koruna prostředního jednostranně vyvinutá. Nejmenší javor ze skupiny má korunu velmi plochou, jednostrannou. |
| Lípa v Kyšicích                    |         | Kyšice 50°5′35″ s. š., 14°6′17″ v. d.                      | lípa malolistá | 260 | 104103 Q15360579 | Kategorie „Lípa v Kyšicích“ na Wikimedia Commons                 | V zahradě na severním okraji obce, při silnici směrem na Braškov. V roce 2000 proveden zdravotní řez. |
| Muk "Na kocourku"                  |         | Kyšice 50°5′3″ s. š., 14°6′44″ v. d.                       | jeřáb muk | 277 | 104114 Q15304182 | Kategorie „Muk „Na kocourku““ na Wikimedia Commons               | V polích v lokalitě „Na Kocourku“, necelý kilometr na jihovýchod od centra obce, 80 m vpravo nad úvalem Černého potoka. V roce 2000 a 2012 proveden zdravotní řez. |
| Dohodový dub                       |         | Lány 50°6′6″ s. š., 13°55′20″ v. d.                        | dub letní | 0 |                  |                                                                  | Oblíbený dub Tomáše Garrigue Masaryka v Lánské oboře. |
| Jilm habrolistý †                  |         | Lány                                                       | jilm habrolistý | 0 | 105221           |                                                                  | Křižovatka u Lánské obory; status památného stromu zrušen k 12. červnu 1994 |
| Hamouzův dub                       |         | Dolní Bezděkov u Kladna 50°5′1″ s. š., 14°2′26″ v. d.      | dub letní | 411 | 104159 Q26789128 |                                                                  | Na stráni u silnice Horní Bezděkov-Dolní Bezděkov. V roce 2000 byl strom je pěkně rostlý s pravidelnou korunou, od 7 metrů dvoják. |
| Lípa Svatopluka Čecha – Lány †     |         | Lány 50°7′46″ s. š., 13°56′54″ v. d.                       | lípa malolistá | 190 | 103393 Q26788507 |                                                                  | Památková ochrana zrušena 6. 6. 2022 |
| Zajícův dub                        |         | Lány 50°5′17″ s. š., 13°54′58″ v. d.                       | dub | 0 |                  |                                                                  | Pověstmi opředený dub v Lánské oboře. |
| Dub na Valu                        |         | Ledce u Kladna 50°12′0″ s. š., 14°1′50″ v. d.              | dub letní | 494 | 104151 Q26789125 |                                                                  | V zadní části lázeňského parku Šternberk u valu, při Šternberském potoku. Strom je označen pouze starou tabulkou připevněnou na stromě. Je zdravý, má pouze několik suchých zastíněných větví, cca v 1/3 se kmen dělí na dvě kosterní větve svírající poměrně úzký úhel. |
| Duby na Šternberku                 |         | Ledce u Kladna 50°11′50″ s. š., 14°1′25″ v. d.             | dub letní (15) | 0 | 104152 Q26779953 |                                                                  | V bývalém lázeňském parku Šternberk nad rybníkem. Ve vyhlašovací dokumentaci je uvedeno, že je tu "porost staletých dubů v bývalém lázeňském parku Šternberk". |
| Lípa v Ledcích                     |         | Ledce u Kladna 50°11′49″ s. š., 14°1′3″ v. d.              | lípa malolistá | 320 | 104098 Q26789100 |                                                                  | Roste na zahradě u domu čp. 140 na okraji obce, při cestě k zámečku Šternberk. Okolo vede zeleně značená turistická stezka. V roce 2020 strom neoznačen, vitalita dobrá, provedena mírná obvodová redukce, zakrácena jedna z kosterních větví. |
| Lípy v Ledcích                     |         | Ledce u Kladna 50°11′46″ s. š., 14°0′17″ v. d.             | lípa malolistá (2)                                                                                                  | 498,443 | 104128 Q26779951 | Kategorie „Lípy v Ledcích“ na Wikimedia Commons                  | Dvě památné lípy rostou u Kaple svatého Jana Křtitele na návsi. Větší ze stromů má malou korunu a zcela dutý kmen. V roce 1996 silně zredukován, v obavě z pádu větve na nemovitosti. Druhá lípa má dutý kmen, chybí terminál, v koruně je stažená. |
| Mléč na Šternberku †               |         | Ledce u Kladna 50°12′ s. š., 14°1′51″ v. d.                | javor mléč | 333 | 104150           |                                                                  | Rostl v zadní části lázeňského parku u valu, asi 400 m východně od Šternberka při Šternberském potoce. Strom se vyvrátil při vichřici v létě 2009. Status památného stromu byl zrušen k 25. lednu 2011. |
| Lípa ve Lhotě u Kamenných Žehrovic |         | Lhota u Kamenných Žehrovic 50°5′20″ s. š., 14°0′41″ v. d.  | lípa malolistá | 371 | 104104 Q26789104 |                                                                  | V zastavěné části obce. Okolo vede žlutě značená turistická trasa a cyklistická trasa KO4. Kmen stromu se dělí na tři kosterní větve s tlakovým větvením, vazba, ve směru nad silnici byly odřezány větve, kolem řezů výmladky. |
| Jabloň u Lhoty (pod Horkou)        |         | Lhota u Kamenných Žehrovic 50°5′21″ s. š., 14°1′42″ v. d.  | jabloň lesní | 211 | 104102 Q26789103 |                                                                  | Roste západně od silnice z Dolního Bezděkova do Družce u polní cesty z osady Na Rybárně. V 1995 zdravá. V roce 1996 upravení stromu a vyčištění ochranného pásma. V roce 2007 byly v úžlabí plodnice šupinovky. V roce 2012 se odlomila jedna z kosterních větví i s částí kmene. Nalomila se i vodorovná větev, ta ještě malou částí souvisí s kmenem a žije. Z vrchní strany vyrážejí výmladky, zbylé dvě kosterní větve před rozvětvením spolu téměř srůstají. |
| Ploskovská kaštanka                |         | Lhota u Kamenných Žehrovic 50°5′45″ s. š., 13°58′2″ v. d.  | dub letní (4) buk lesní (1) habr obecný (1) jeřáb břek (3) olše lepkavá (2) jírovec maďal (399) lípa malolistá (55) | 0 | 105814 Q12045638 | Kategorie „Ploskovská kaštanka“ na Wikimedia Commons             | Podél silnice č. 116 od Ploskovské hájovny k odbočce na Lhotu a cestu od Lánské obory směrem na Žilinský vrch protínající silnici č. 116 a na ní navazující polní cestu vedoucí směrem k samotě Šarváš. Zřejmě částečně duplicitní s nyní zrušenou položkou stejného jména. Viz níže. Okolo částí aleje vedou žlutě a modře značené turistické stezky a cyklistické trasy 201, 0049, KO6 a KO8. |
| Ploskovská kaštanka †              |         | Lhota u Kamenných Žehrovic 50°5′18″ s. š., 13°58′24″ v. d. | dub zimní (3) jeřáb břek (4) olše lepkavá (3) jírovec maďal (327) lípa malolistá (63)                               | 0 | 104097 Q12045638 | Kategorie „Ploskovská kaštanka“ na Wikimedia Commons             | Lokalita Ploskov, 400 chráněných stromů. Ochrana zrušena 14. září 2011. |
| Dřín na hradišti Libušín           |         | Libušín 50°9′42″ s. š., 14°2′9″ v. d.                      | dřín obecný | & Chyba ve výrazu: Neočekávaný operátor / Chyba ve výrazu: Neočekávaný operátor / Chyba ve výrazu: Neočekávaný operátor / Chyba ve výrazu: Neočekávaný operátor / Chyba ve výrazu: Neočekávaný operátor / Chyba ve výrazu: Neočekávaný operátor / Chyba ve výrazu: Neočekávaný operátor / Chyba ve výrazu: Neočekávaný operátor / Chyba ve výrazu: Neočekávaný operátor / Chyba ve výrazu: Neočekávaný operátor / Chyba ve výrazu: Neočekávaný operátor / Chyba ve výrazu: Neočekávaný operátor / Chyba ve výrazu: Neočekávaný operátor / Chyba ve výrazu: Neočekávaný operátor / Chyba ve výrazu: Neočekávaný operátor / -1.0000-0 | 106472           |                                                                  | U lesní cesty na kraji valu u vstupní cesty na lokalitu Hradiště Libušín ze západní strany. |
| Dub na Beraníku                    |         | Libušín 50°9′39″ s. š., 14°5′12″ v. d.                     | dub zimní | 395 | 104149 Q11832101 | Kategorie „Dub na Beraníku“ na Wikimedia Commons                 | Roste v lesním oddělení 119 a1 (22 H1) při lesní cestě na mírném, k východu ukloněném hřbetu v nadmořské výšce 366 m, asi 120 metrů západně od křižovatky ulic Lesní a Revoluční na Tuhani, na hranici přírodní památky Krnčí a Voleška. V roce 2014 měl nízký podsaditý kmen se širokými náběhy, v jednom z nich je dutina, koruna zdravá, u paty kmene hraniční patník. |
| Vrba v Libušíně                    |         | Libušín 50°10′4″ s. š., 14°3′18″ v. d.                     | vrba křehká | 360 | 104086 Q26789094 |                                                                  | V obci na levém břehu Svatojiřského potoka v blízkosti čp. 41. |
| Lidická hrušeň                     |         | Lidice 50°8′25″ s. š., 14°12′ v. d.                        | hrušeň obecná | 160 | 104930 Q12033479 | Kategorie „Lidická hrušeň“ na Wikimedia Commons                  | Roste na kulturní a osvětové ploše Pietního památníku Lidice. Okolo vede zeleně značená turistická stezka. Strom má historickou hodnotu, jedná se o pravděpodobně jediný strom, který do dnešních dnů přežil vypálení Lidic v roce 1942. |
| Lípa v Lotouši                     |         | Lotouš 50°15′1″ s. š., 14°1′35″ v. d.                      | lípa malolistá | 430 | 104127 Q26789116 | Kategorie „Lípa v Lotouši“ na Wikimedia Commons                  | U brány do dvora zemědělského družstvo čp.1. V roce 1995 lehce prořezána. V roce 1996 zdravotní stav dobrý, vyzděná dutina, prosychající. |
| Jírovec maďal v Loucké             |         | Loucká 50°19′38″ s. š., 14°14′21″ v. d.                    | jírovec maďal | 370 | 104091 Q26789098 |                                                                  | V obci za křižovatkou silnic Miletice–Vodochody u železniční zastávky Loucká. V roce 1999 napaden klíněnkou jírovcovou. |
| Dub v oboře Drnka                  |         | Malíkovice 50°12′28″ s. š., 13°59′40″ v. d.                | dub letní | 445 | 104090 Q74799251 |                                                                  | Roste v Oboře v Drnku na Husově stráni na jižním okraji lesnatého pásu východně od Malíkovic v lesním oddělení 330 o. V roce 1996 pravděpodobně spadl kus kmene při bouři. Nyní je rozlomený s vykotlanou dutinou. Ponechán na místě jako doupný strom. |
| Jasan v Motyčíně                   |         | Motyčín 50°10′8″ s. š., 14°6′17″ v. d.                     | jasan ztepilý | 320 | 104101 Q12024237 | Kategorie „Jasan v Motyčíně“ na Wikimedia Commons                | U schodiště v horní části Žižkovy ulice. V roce 1996 začištění pahýlu po ulomené větvi, odstranění suchých větví a zálomů v koruně. |
| Lípa "Na dlouhém"                  |         | Neprobylice u Kutrovic 50°16′21″ s. š., 14°1′53″ v. d.     | lípa malolistá | 340 | 104126 Q26789115 | Kategorie „Lípa Na dlouhém“ na Wikimedia Commons                 | Roste na kótě 288 "Na dlouhém" asi 300 m vpravo od silnice Neprobylice-Páleček. |
| Duby u Otrub                       |         | Otruby 50°14′56″ s. š., 14°4′48″ v. d.                     | dub letní (4) | 320, 260, 210, 210 | 104160 Q26779945 | Kategorie „Duby u Otrub“ na Wikimedia Commons                    | Jihozápadně od obce mezi Byseňským potokem a tratí. Dvojkmen má proschlé větve, ostatní duby jen mírně proschlé. V roce 1996 proveden prořez. |
| Dub u Otrub                        |         | Otruby 50°14′56″ s. š., 14°4′48″ v. d.                     | dub letní | 500 | 104125 Q26789114 |                                                                  | Pod tratí nedaleko dvora Lidice, na pravé straně cesty z Otrub do dvora Lidice. V roce 1996 prořez a úprava okolí. V roce 2001 zdravotní stav dobrý, několik suchých větví. |
| Dub u Otvovic                      |         | Otvovice 50°12′50″ s. š., 14°16′32″ v. d.                  | dub letní | 320 | 104124 Q26789113 |                                                                  | Roste u potoka za mlýnem u cesty k Otvovické skále. V roce 1996 koruna silně proschlá. V roce 2000 proveden zdravotní řez koruny. |
| Dub u Čížků                        |         | Pchery 50°11′28″ s. š., 14°6′42″ v. d.                     | dub letní | 435 | 104161 Q26789129 |                                                                  | V obci vlevo od silnice Pchery-Knovíz, statek "U Čížků" čp. 5. V roce 1995 měl strženou kůru, lehce prořezán. V roce 1996 zdravý, stržená kůra ohraničena kalusem, okolí zaneseno stavebním materiálem V roce 2020 v místě poranění se vytváří dutina, široce rozvětvená koruna, dotýká se střechy stodoly, malé procento suchých větví, v okolí místy povrch krytý betonem, štěrková cesta. |
| Dub v Podlešíně                    |         | Podlešín 50°13′13″ s. š., 14°9′32″ v. d.                   | dub letní | 285 | 104100 Q17416407 | Kategorie „Dub letní (Podlešín)“ na Wikimedia Commons            | V obci u čp. 51. V roce 2009 měl u kořenových náběhů houbu. V roce 2020 strom vysoko vyvětvený, kolem řezů výmladky, vitální. |
| Podlešínská lípa                   |         | Podlešín 50°13′8″ s. š., 14°9′28″ v. d.                    | lípa malolistá | 420 | 104148 Q17416418 | Kategorie „Lípa malolistá (Podlešín)“ na Wikimedia Commons       | V obci u čp. 114 cca 500 m od nádraží. V roce 1995 větevní pahýl napaden houbou. V roce 1996 byl zdravotní stav stromu dobrý, pouze na velkém řezu se stále vyskytovala houba. Byly odstraněny pahýly. V roce 2020 strom neoznačený, zastřešení dutiny v řezu po odstraněné silné větvi poškozené, nefunkční, patrný silný kalus. Má dvě hlavní kosterní větve, vitální. |
| Poštovický dub                     |         | Poštovice 50°18′43″ s. š., 14°8′11″ v. d.                  | dub letní | 483 | 104147 Q26789124 |                                                                  | U bývalého mlýna čp. 8. Strom prořezán v roce 1996 a ošetřen v roce 2008. |
| Lípy u sv. Donáta †                |         | Poštovice 50°18′37″ s. š., 14°7′34″ v. d.                  | lípa malolistá (2)                                                                                                  | 0 | 104123           |                                                                  | Rostly vpravo u silnice směrem na Šlapanice u sochy sv. Donáta. Uhynuly neznámo kdy. Status památného stromu obou lip byl zrušen k 28. březnu 1995. |
| Duby u Pozdeně                     |         | Pozdeň 50°14′29″ s. š., 13°56′50″ v. d.                    | dub letní (3) | 360, 310, 400 | 104122 Q26779946 |                                                                  | Tři duby rostou v remízku u selských zahrad nad obcí cca 200 m ve stráni nad silnici Pozdeň-Plchov. V roce 2001 hlášeny jako zdravé. |
| Duby v Pozdni                      |         | Pozdeň 50°14′30″ s. š., 13°56′45″ v. d.                    | dub letní (3) | 285, 335, 290 | 105487 Q26779949 |                                                                  | Na okraji obce v zahradě. |
| Rozdělovské duby                   |         | Rozdělov 50°9′5″ s. š., 14°4′14″ v. d.                     | dub letní | 300, 350, 300 | 104131 Q26779937 | Kategorie „Rozdělovské duby“ na Wikimedia Commons                | Dva duby v polesí Mrákavy u hranic Přírodního parku Džbán, v lesním oddělení 119 C3. Původně tři, v roce 1995 ještě zdravé, v roce 1996 s prosychajícími korunami. V roce 2010 jeden ze stromů padl. |
| Rozdělovské lípy                   |         | Rozdělov 50°8′11″ s. š., 14°3′57″ v. d.                    | lípa malolistá | 337, 202, 185 | 104130 Q12049943 | Kategorie „Rozdělovské lípy“ na Wikimedia Commons                | Tři památné lípy rostou na návsi u kaple svatého Mikuláše z roku 1802. |
| Lípa v Řisutech †                  |         | Řisuty u Slaného 50°13′4″ s. š., 14°0′17″ v. d.            | lípa malolistá | 420 | 104089 Q26789097 | Kategorie „Tilia Cordata in Řisuty“ na Wikimedia Commons         | Rosta u kostela svatého Jakuba Většího. Dne 13. března 2021 došlo při silném větru k vyvrácení stromu; ochrana stromu byla 4. června 2021 zrušena. |
| Dub na Zadních Lužích              |         | Slaný 50°13′59″ s. š., 14°6′50″ v. d.                      | dub letní | 490 | 104120 Q15290684 | Kategorie „Dub na Zadních Lužích“ na Wikimedia Commons           | Roste vedle rozsáhlých ovocných sadů na stráni zvané Zadní Luže, zhruba 2 km východně od centra města a 600 metrů jihozápadně od vesničky Blahotice, při historické polní cestě z Ovčár do Zvoleněvsi, několik set kroků jihovýchodně od městské čistírny odpadních vod V roce 1995 byl lehce prořezán. V roce 1996 hlášen jako proschlý. Kmen napaden dřevokaznou houbou u vidlice, patrně jde o síťkovec dubový. |
| Lípa u Rosů                        |         | Slaný 50°14′59″ s. š., 14°5′45″ v. d.                      | lípa malolistá | 320 | 104105 Q12034671 | Kategorie „Lípa u Rosů (Slaný)“ na Wikimedia Commons             | Roste po levé straně silnice do Želevčic asi 200 m od zemědělského areálu. V roce 1996 měla lípa suché větve, na části kmenu chybí kůra, výmladky na kmeni. Provedena úprava okolí. |
| Duby na Kopanině                   |         | Smečno 50°10′21″ s. š., 14°1′32″ v. d.                     | dub letní (12) | 340, 290, 450, 260, 430, 370, 300, 280, 320, 350, 500, 270 | 104145 Q26779942 |                                                                  | Skupina chráněných stromů roste na hranici Přírodního parku Džbán v lesním oddělení 7 A5, bezlesí 22 Na Kopanině v polesí Mrákavy. Původně vyhlášeno 12 stromů, dnešní téměř nečitelné tabulky, kterými byly označeny sahají až k číslu 18. V původních starých tabulkách (bez datace) je uvedeno 19 dubů a lípa. Dne 4. září 2012 byly zaznamenány 4 zcela suché, zřejmě následkem kejdování v okolí, stojící. V lese jsou patrně dva, které se vyvrátily. Nalezeny byly stromy s číslem 18, 15, 13, 12, 11, patrně 14, 8, 7, 2 a možná 3. Dále v okraji lesa podél pole jsou tři větší duby, které byly rovněž změřeny, není jisté, že do původní skupiny patří. Torza a suché stromy ponechány na místě jako doupné. |
| Smečenská lípa                     |         | Smečno 50°11′18″ s. š., 14°2′16″ v. d.                     | lípa malolistá | 482 | 104146 Q26789122 | Kategorie „Lípa malolistá (Smečno)“ na Wikimedia Commons         | V obci před Kostelem Nejsvětější Trojice. Okolo vedou zeleně, žlutě a červeně značené turistické stezky. V roce 2012 zaznamenáno uschnutí jedné z kosterních větví a značné zmlazení u báze kmene. Lípa byla v roce 2016 nominována do ankety Strom roku. |
| Klen ve Stochově                   |         | Stochov 50°8′40″ s. š., 13°57′54″ v. d.                    | javor klen | 314 | 104119 Q26789111 | Kategorie „Klen ve Stochově“ na Wikimedia Commons                | Klen roste v zahradě plemenářské stanice. V roce 1995 zdravý. V roce 1996 prořezán. V roce 2001 vylomená větev. |
| Svatováclavský dub                 |         | Stochov 50°8′57″ s. š., 13°57′47″ v. d.                    | dub letní | 850 | 104144 Q12057375 | Kategorie „Svatováclavský dub (Stochov)“ na Wikimedia Commons    | Dub roste na návsi před kostelem svatého Václava. Dub knížete Václava patří k nejvýznamnějším památným stromům v Čechách, je považován za jeden z nejstarších dubů u nás vůbec. Dle pověsti byl zasazen kněžnou Ludmilou při narození svatého Václava. Mohutný kmen je uvnitř úplně dutý. Z hlavních větví zůstala živá již jen jedna. Zdravotní stav je úměrný věku. V minulosti byl několikrát ošetřován, naposledy v letech 1996-7. Kmen je ze dvou třetin dutý nebo chybí, zbývá jen skořepina. V roce 2000 větev upevněná lanem. |
| Dub u svárovské hájovny            |         | Svárov u Unhoště 50°3′12″ s. š., 14°7′14″ v. d.            | dub letní | 445 | 104115 Q26789109 |                                                                  | Roste u přítoku potoka Kačák (Loděnice), u cesty od hájovny Svárov směrem k Markovu mlýnu. Okolo vede červeně značená turistická stezka. V roce 2009 se vinou růstové vady stromu při bouřce odlomila kosterní větev i s částí kmene. Druhá kosterní větev ve vrcholu prosychá. V roce 2016 měl neošetřenou ránu po odlomené části. Doporučeno ponechat strom na místě na dožití. |
| Topol u Trpoměch                   |         | Trpoměchy 50°15′ s. š., 14°3′47″ v. d.                     | topol černý | 600 | 104088 Q26789096 |                                                                  | Na východním okraji obce v nivě pravostranného přítoku Bakovského potoka. V roce 1996 zdravý. V roce 2004 silně poškozený, odlehčeny větve. V roce 2009 dutina u paty kmene a v koruně. |
| Jasan v Třebusicích                |         | Třebusice 50°12′ s. š., 14°10′58″ v. d.                    | jasan ztepilý | 280 | 104117 Q12024239 | Kategorie „Jasan v Třebusicích“ na Wikimedia Commons             | Jasan se nalézá na jihovýchodním okraji vesnice, v nivě Třebusického potoka, na jeho pravém (jižním) břehu. V roce 1996 hlášen jako zdravý. |
| Vrba v Uhách †                     |         | Uhy 50°17′10″ s. š., 14°16′15″ v. d.                       | vrba bílá smuteční                                                                                                  | 420 | 104116 Q74800170 |                                                                  | Vrba rostla u rybníka za vsí. Měla přímý dutý kmen, polámané větve, dosti obrážela. V roce 2007 po zásahu bleskem shořela, nyní již neexistuje. Zrušovací rozhodnutí nedoručeno |
| Dub u Velké Dobré                  |         | Velká Dobrá 50°7′12″ s. š., 14°3′47″ v. d.                 | dub letní | 339 | 104113 Q26789107 |                                                                  | Dříve rostl na hrázi bývalého rybníka, dnes na hranici pole a lesa asi 400 m SZ od mohyly v Hoře. V roce 2012 zdravý strom. Tvar jeho koruny ovlivněn zastíněním okolními stromy, hlavní hmota směřuje do louky pod hrází, drobná dutinka na konci podlouhlého poranění v kmeni, několik suchých zastíněných větví na bázi koruny. |
| Lípa u Horova mlýna                |         | Velvary 50°16′24″ s. š., 14°13′15″ v. d.                   | lípa malolistá | 380 | 104112 Q14126312 | Kategorie „Lípa u Horova mlýna“ na Wikimedia Commons             | Roste asi 1,4 km jihozápadně od centra Velvar, v jihozápadním sousedství samoty Nový mlýn, u sklípku na nevysoké mezi v ohbí příjezdové cesty ke mlýnu. V roce 1995 opraven kryt dutiny. |
| Lípy u sv. Trojice                 |         | Velvary 50°16′40″ s. š., 14°15′18″ v. d.                   | lípa malolistá (3)                                                                                                  | 316, 316, 265 | 104111 Q26779963 |                                                                  | Tři chráněné lípy rostu u kapličky Nejsvětější Trojice a studánky Svěcenka nad Velvary u osady Radovič. K místu vede odbočka žlutě značené turistické trasy. V letech 1995 a 1996 byly stromy lehce prořezány. |
| Malovarský topol †                 |         | Velvary 50°16′47″ s. š., 14°13′30″ v. d.                   | topol | 1 038 |                  | Kategorie „[Malovarský topol“ na Wikimedia Commons               | Topol rostl na břehu Malovarského rybníka. Po zániku Lochovického topolu v roce 1905 se stal nejmohutnějším stromem středních Čech. Topol v minulém století odolal několika požárům. Několikrát byl zasažen bleskem a v roce 1908 byl zapálen vandalem. Strom dnes již neexistuje, datum zániku není známé. |
| Platan u Šturmova mlýna            |         | Velvary 50°16′52″ s. š., 14°13′58″ v. d.                   | platan javorolistý                                                                                                  | 336 | 106469           |                                                                  | Okrajová část původní zástavby Velvar v blízkosti tzv. Šturmova mlýna |
| Babyka u Vinařic †                 |         | Vinařice u Kladna 50°10′41″ s. š., 14°5′22″ v. d.          | javor babyka | 290 | 104096 Q10859669 | Kategorie „Babyka u Vinařic“ na Wikimedia Commons                | Rostla na okraji zahrádkářské kolonie u rybníčku. Původně šlo o dvoják, v březnu roku 1996 se ulomila jedna kosterní větev i s částí kmene. V roce 2000 měl strom plochou korunu, ořezané větve zavalující. Rub listové čepele byl bohatě chlupatý. V roce 2015 na kmeni rozsáhlé poškození vzniklé odlomením kosterní větve, okraje rány se silným kalusem, druhá kosterní větev v poměrně dobrém stavu, na bázi koruny odřezané větve, rány se zavalují kalusem, zlom jedné větší větve. Na konci roku 2017 na místě už jen torzo kmene. |
| Lípa u Vítova                      |         | Vítov 50°15′11″ s. š., 14°8′21″ v. d.                      | lípa velkolistá | 530 | 104110 Q12034674 | Kategorie „Lípa u Vítova“ na Wikimedia Commons                   | U obce na rozcestí na kótě 270. V roce 1995 zdravá. V roce 1996 provedeny úpravy a konzervace dutiny. V roce 1999 byl strom od 0,7 m dvoják, kmen zcela dutý, jen kůra, od země silně obráží. V roce 2001 dobrý stav, dvě suché větévky. |
| Lípa ve Vraném                     |         | Vraný 50°19′36″ s. š., 14°0′50″ v. d.                      | lípa malolistá | 380 | 104087 Q26789095 | Kategorie „Lípa ve Vraném“ na Wikimedia Commons                  | Roste před kostelem Narození svatého Jana Křtitele u hřbitova. V roce 1997 zdravá. V roce 2009 hlášena jako proschlá. |
| Vrapický dub                       |         | Vrapice 50°9′55″ s. š., 14°10′5″ v. d.                     | dub letní | 389 | 104142 Q11937980 | Kategorie „Vrapický dub“ na Wikimedia Commons                    | V obci přibližně 30 metrů sz. od "novějšího" hřbitova. V roce 1996 bylo provedeno začištění pahýlů a prořez suchých větví. |
| Duby ve Vyšínku                    |         | Vyšínek 50°17′44″ s. š., 14°4′5″ v. d.                     | dub letní (11) | 239, 214, 245, 235, 269, 260, 240, 270, 218, 265 | 105862 Q26779941 |                                                                  | Stromy rostou v remízku na jižním okraji obce. |
| Jasan v Tmáni                      |         | Zlonice 50°17′2″ s. š., 14°7′54″ v. d.                     | jasan ztepilý | 310 | 104118 Q26789110 | Kategorie „Jasan v Tmáni“ na Wikimedia Commons                   | V obci u STS vpravo od silnice ve směru na Poštovice. V roce 2005 a 2009 odstraněny suché větve. Napaden dřevokaznou houbou, usychá. |
| Dub letní v Želenicích             |         | Želenice 50°12′34″ s. š., 14°9′47″ v. d.                   | dub letní | 324 | 105557 Q11833080 | Kategorie „Dub v Želenicích“ na Wikimedia Commons                | U průjezdní silnice v obci, asi 110 metrů jihozápadně od kostela svatého Jakuba. Jedná se o hraniční strom V roce 2020 měl rozložitou korunu, ve spodní části mohutnou větev odbočující téměř vodorovně, kmen v dolní části mírně nakloněný nad cestu, částečně obnažený silný kořen. |
| Lípa malolistá v Želenicích        |         | Želenice 50°12′42″ s. š., 14°9′49″ v. d.                   | lípa malolistá | 410 | 105854 Q15290753 | Kategorie „Lípa malolistá v Želenicích“ na Wikimedia Commons     | V obci v blízkosti čp. 1 na dolním konci návsi. V roce 2020 nízko nasazená koruna, široce rozevřené kosterní větve svázané navzájem pevnými vazbami, ta co odbočuje téměř vodorovně odlehčená odstraněním silnějších větví, v ránách dutiny, vitalita dobrá. |
| Lípa velkolistá v Želenicích       |         | Želenice 50°12′40″ s. š., 14°9′47″ v. d.                   | lípa velkolistá | 307 | 105712 Q12034708 | Kategorie „Lípa velkolistá v Želenicích“ na Wikimedia Commons    | V obci na návsi. V roce 2020 měla lípa rozložitou korunu vznikající téměř z jednoho místa, okalusované řezy po odstraněných větvích na bázi koruny, tlakové větvení, poškození v horní části kmene (patrně prasklina). |
| Žilinský jasan                     |         | Žilina 50°6′2″ s. š., 14°0′10″ v. d.                       | jasan ztepilý | 436 | 104140 Q26789119 | Kategorie „Žilinský jasan“ na Wikimedia Commons                  | U čp. 16. Statný strom na travnaté ploše návsi. Koruna není symetrická, ale jinak je strom stabilní a vitální. Přibližně od 3 metrů se dvojí a pak dále rozvětvuje. |
| Žižická lípa †                     |         | Žižice 50°14′23″ s. š., 14°9′48″ v. d.                     | lípa malolistá | 286 | 104139 Q10296026 | Kategorie „Žižická lípa“ na Wikimedia Commons                    | Rostla na rozcestí Žižice – Zvoleněves – Drnov. Strom byl částečně vyvrácen vichřicí Emma v noci z 1. na 2. března 2008. Pokus o usazení stromu zpět na místo se však nezdařil a lípa uhynula. Torzo kmene následně vystaveno na návsi v Žižicích, pařez ponechán na místě, později odstraněn. 22. září 2018 byla na místě vysazena nová lípa a umístěn kříž s pamětní deskou. |